# Джорджия (Южна Африка)
Община Джорджия е община в окръг Идън, провинция Западен Кейп, Република Южна Африка, с площ 1072 км2.

## Население
135 405 (2001)

### Расов състав
(2001)
- 68 216 души (50%)- цветнокожи
- 36 936 души (27%)- черни
- 29 902 души (22%)- бели
- 351 души – азиатци